# Voljski
Voljski - Волжский (rus) - és una ciutat industrial de l'óblast de Volgograd, a Rússia. Es troba a la vora del riu Volga. És a 20 km al nord-est de Volgograd.
El 1720, Pere el Gran, veient l'abundància de boscos de morera en aquesta zona, ordenà que s'hi construís una factoria de seda controlada per l'estat.

## Nascuts a la ciutat
- Klàvdia Netxàieva (1916-1942), militar russa.
- Ievgueni Sadovi (nascut en 1973), nedador rus.
- Olga Skabéieva (nascuda en 1984), periodista russa.